# Adami (Decollatura)
Adami è l'unica frazione del comune di Decollatura, posta a circa 3 km dal capoluogo, in provincia di Catanzaro.

## Geografia fisica

### Territorio
Adami è una località montana posta sul versante orientale del massiccio del Reventino. È costituita da numerosi piccoli villaggi, posti fra 750 e 900 m s.l.m., uno dei quali, Adami propriamente detto, ospita la chiesa parrocchiale, che costituisce l'elemento unificante le singole località. Il borgo Adami è posto a circa 900 metri di altezza; a quote più basse sono posti i villaggi Pagliaia, Stocchi, Censo, Palinudo, Carricella, Ruzzo, Liardi e Iunci; il punto più alto, in località Serralta, è posto a 1246 m s.l.m.
Le zone più alte, costituite da rocce metamorfiche e ofioliti a grana fine che tendono a sfaldarsi, sono ricoperte da boschi. Le parti più basse, che costituiscono un'ampia pianura ricca di acque, corrispondente a un antico lago del Quaternario, sono occupate da depositi lacustri pleistocenici e olocenici di modesto spessore. Adami peraltro è ricca di sorgenti le quali si riuniscono nel Galice di Stocco, un affluente dell'Amato che rappresenta fra l'altro il confine comunale fra Decollatura e Soveria Mannelli, città distante solo 1,5 km da Adami.
Nelle zone più alte si è conservata la struttura urbanistica originaria del XVIII secolo anche a causa del modesto sviluppo edilizio dei periodi successivi. Le costruzioni più antiche, molte delle quali abbellite da elementi architettonici in pietra verde lavorata da scalpellini locali, sono addossate fra di loro, interrotte da vicoli stretti («vinelle») o da archi. Le abitazioni moderne sono state costruite in genere nelle parti basse, lungo la Strada statale 109 della Piccola Sila e in prossimità della stazione ferroviaria.

### Clima
L'altitudine e la presenza del Reventino, che separa il territorio dal mar Tirreno, fanno sì che il clima sia di tipo appenninico, con inverni freddi ed estati fresche.

## Storia
L'etimologia è legata al cognome Adami/Adamo, ancora molto diffuso nella zona.
Le fonti documentarie più antiche su Adami risalgono alla prima metà del XVIII secolo. I primi abitanti, provenienti soprattutto da Motta Santa Lucia, si stabilirono nei luoghi più alti e più vicini al paese di origine, ossia nel villaggio propriamente detto Adami. Fino ai primi decenni del XVII secolo le località del Reventino erano popolate soltanto durante la stagione primaverile-estiva: dal tardo Medioevo i terreni appartenevano all'abbazia cisterciense di Corazzo e alla Diocesi di Martirano, e gli abitanti dei paesi vicini vi esercitavano gli usi civici del pascolatico, del legnatico e della raccolta della neve. I primi insediamenti permanenti si verificarono dopo il terremoto del 27 marzo 1638, che rase al suolo Motta e altri paesi circostanti. Numerosi abitanti si trasferirono permanentemente a Decollatura, stimolati anche dalla politica del vescovo Cellesi di popolare i «luoghi montani» con la concessione in enfiteusi dei terreni agricoli di cui la diocesi di Martirano era proprietaria; si creò in tal modo un ceto di piccoli coltivatori diretti. Le località di Pagliaia, Carricella e Liardi vennero popolate in modo permanente dopo la bonifica dei terreni posti nella pianura sottostante, e soprattutto dopo il terremoto del 1783.
Fin dal XVI secolo esisteva una chiesetta rurale, dedicata a Sant'Antonio abate, che nel XVIII secolo assunse il carattere di cappella privata della famiglia Stocco: vi veniva celebrata la messa nei giorni festivi, ma non potevano esservi somministrati battesimi o seppelliti i morti. Per queste necessità i coloni si recavano a Motta Santa Lucia, terra distante circa 4 miglia di cui Adami era casale, per mezzo della mulattiera che attraversava la località Piano d'Apa. Ai primi del XVIII secolo iniziò la costruzione della chiesa dedicata alla Beata Vergine del Monte Carmelo, la quale venne aperta al culto nel 1735 e fu eretta a parrocchia nel 1800 dal vescovo Grillo. All'autonomia parrocchiale seguì quella amministrativa: nel 1802 si formò il comune di Decollatura denominato inizialmente Comune di Decollatura Adami.
Lo sviluppo demografico è stato notevole nel XVIII e nel XIX secolo: 153 abitanti nel 1755, 515 nel 1816, 1380 nel 1880. Nella seconda metà del XX secolo, la crisi dell'economia agricola di sussistenza e il conseguente fenomeno dell'emigrazione, aggravata dall'isolamento geografico del territorio, ha comportato lo spopolamento dei villaggi di Adami, ridotti ormai a poche decine di abitanti ciascuno. Il fenomeno è stato aggravato da una tragedia ferroviaria avvenuta il 23 dicembre 1961: un convoglio ferroviario che trasportava a Catanzaro studenti e operai, precipitò da un alto ponte sulla Fiumarella, nei pressi di Catanzaro, determinando la morte di 71 passeggeri, sei dei quali provenivano da Adami.

## Economia
Adami si eleva al di sopra di un'ampia pianura destinata ad uso agricolo (coltivazione di patate e frumento) e pascolo, mentre le zone più alte sono costituite da boschi di castagni e cerri. Fino alla fine degli anni sessanta, l'economia si fondava su un'agricoltura di sussistenza, sull'allevamento (soprattutto degli ovini), la vendita di legname e dei prodotti del sottobosco (castagne, fragole e ottimi funghi porcini) e la bachicoltura. Molto rinomati gli insaccati di suino, soprattutto soppressate.
A partire dai primi anni sessanta, Adami ha condiviso con le località limitrofe un drammatico spopolamento. Fino alla fine degli anni cinquanta l'emigrazione era verso le Americhe, in special modo l'Argentina, e l'Australia, soprattutto verso la località di Wangaratta. Dai primi anni sessanta l'emigrazione è stata massiccia verso l'Europa nord-occidentale, soprattutto Francia e Belgio, e verso l'Italia settentrionale.

## Infrastrutture e Trasporti

### Strade
I collegamenti stradali sono discreti. I villaggi Pagliaia, Carricella e Liardi sono disposti lungo la Strada statale 109 della Piccola Sila, a metà strada fra la costa tirrenica (Lamezia Terme) e la Sila.

### Ferrovie
In località Carricella, a 750 m s.l.m., è posta la stazione ferroviaria delle Ferrovie della Calabria sita sulla linea Catanzaro - Cosenza.

### Autolinee
Adami è collegata a Soveria Mannelli con autolinee delle Ferrovie della Calabria, e alla costa tirrenica (Lamezia Terme) per mezzo delle autolinee della ditta Bilotta.

## Cultura

### Feste
- Festa della Madonna del Carmine. La festa religiosa, celebrata il 16 luglio, è preceduta da un periodo di nove giorni di preghiera (novena). Il giorno della festa la statua lignea della Madonna, proveniente dall'abbazia di Corazzo, viene portata in processione per tutte le località afferenti alla parrocchia.
- Festa di san Raffaele arcangelo. Si svolgeva un tempo il 24 ottobre; da alcuni anni la data festiva è stata fissata al 29 settembre. La statua lignea del santo viene portata in processione per tutte le località di Adami.

In passato le due processioni religiose era scandite dal ritmo dei "tumbarinari" di Pittarella, come ricorda una nota poesia di Michele Pane.

## Galleria d'immagini

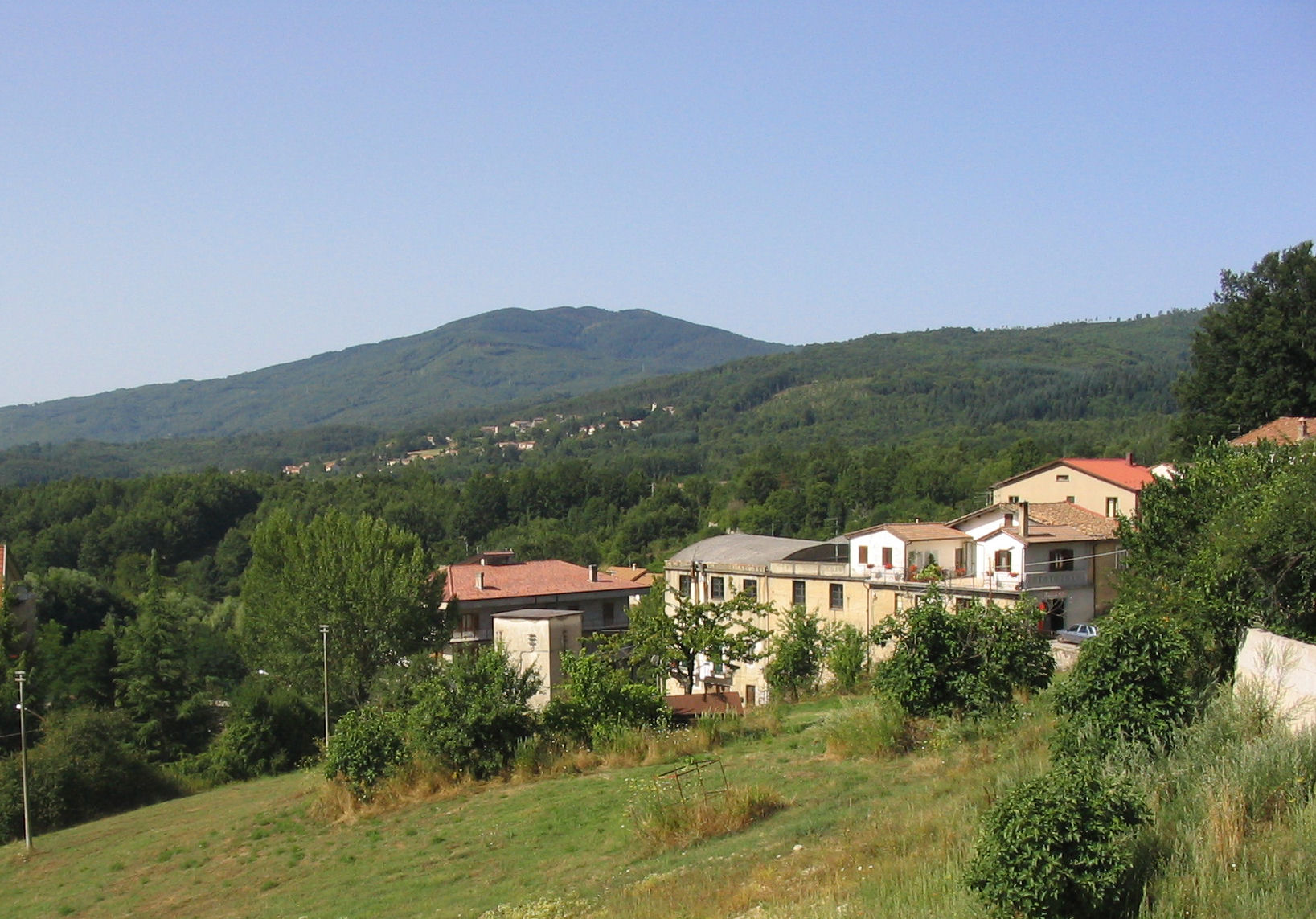
Adami sulle pendici del Reventino
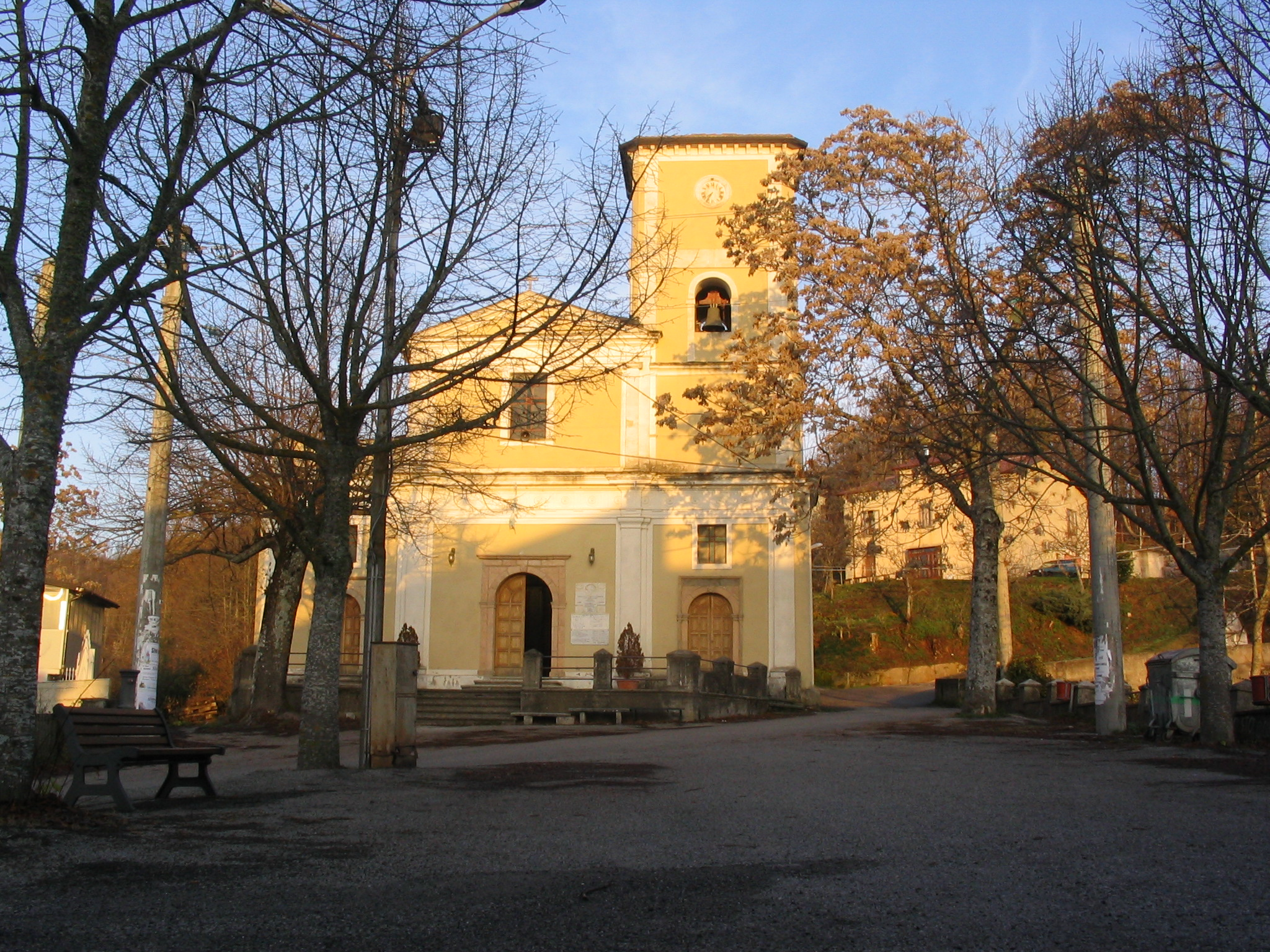
Chiesa parrocchiale
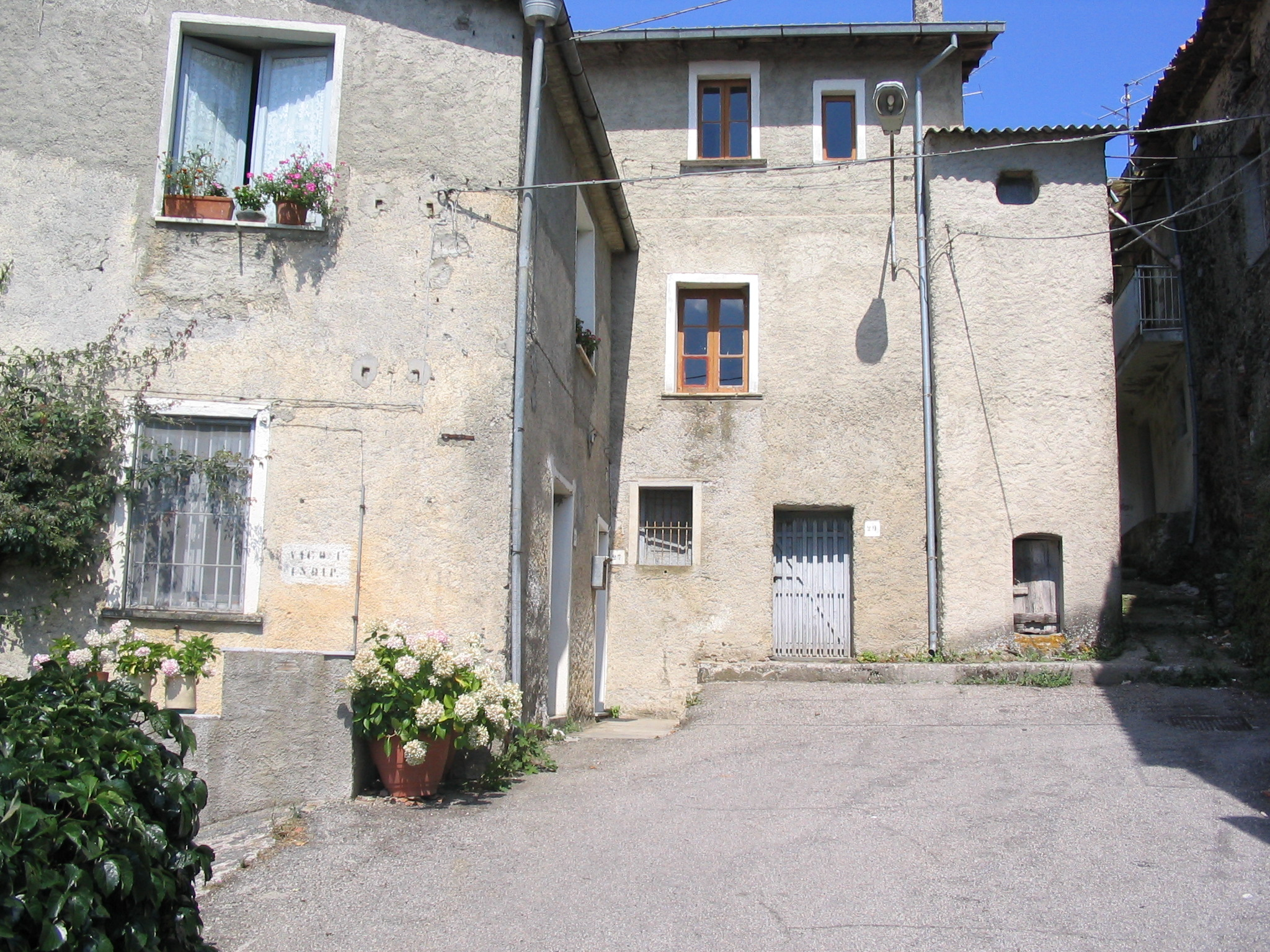
Vico Indipendenza
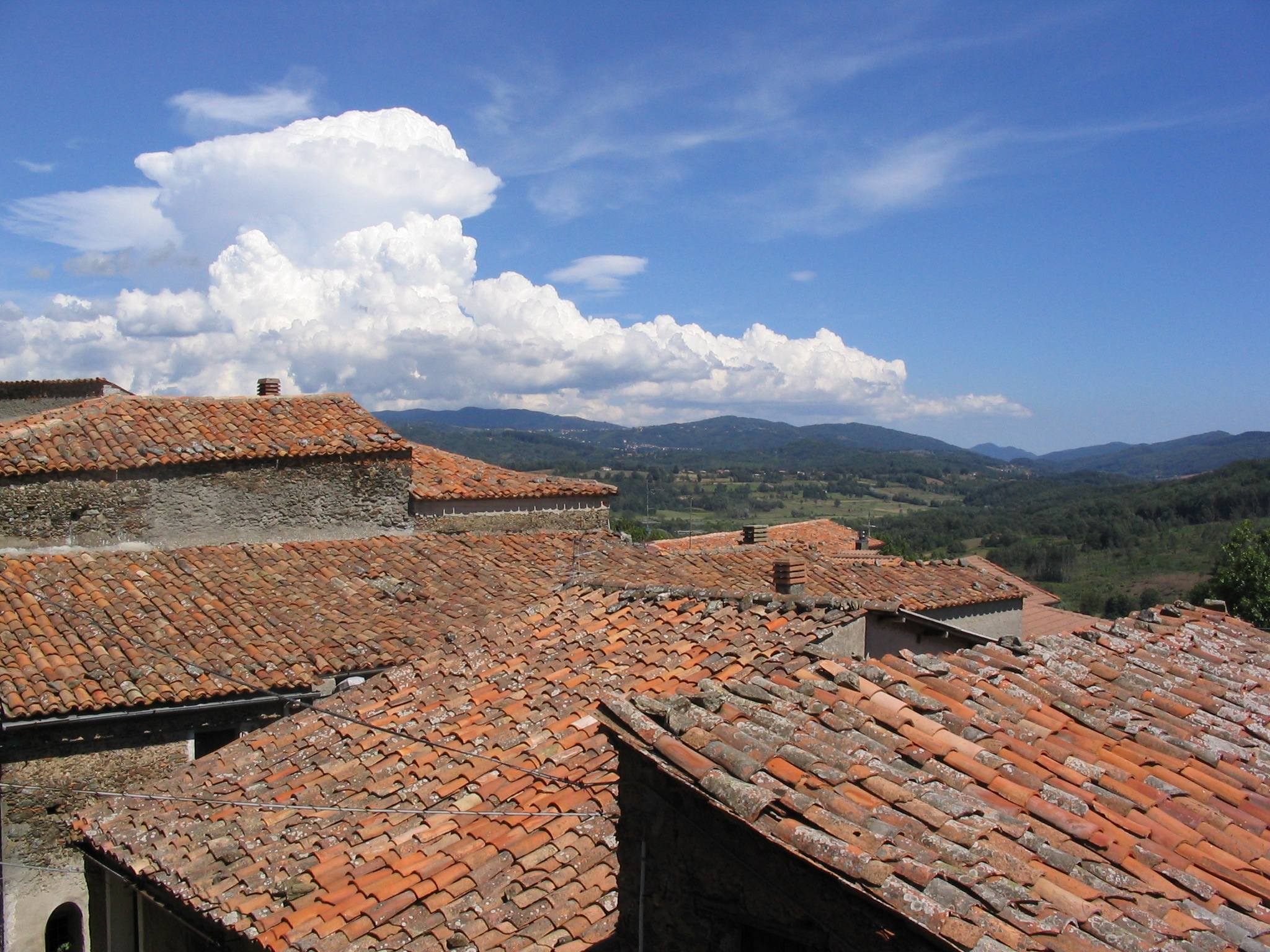
I tetti di Vico Indipendenza
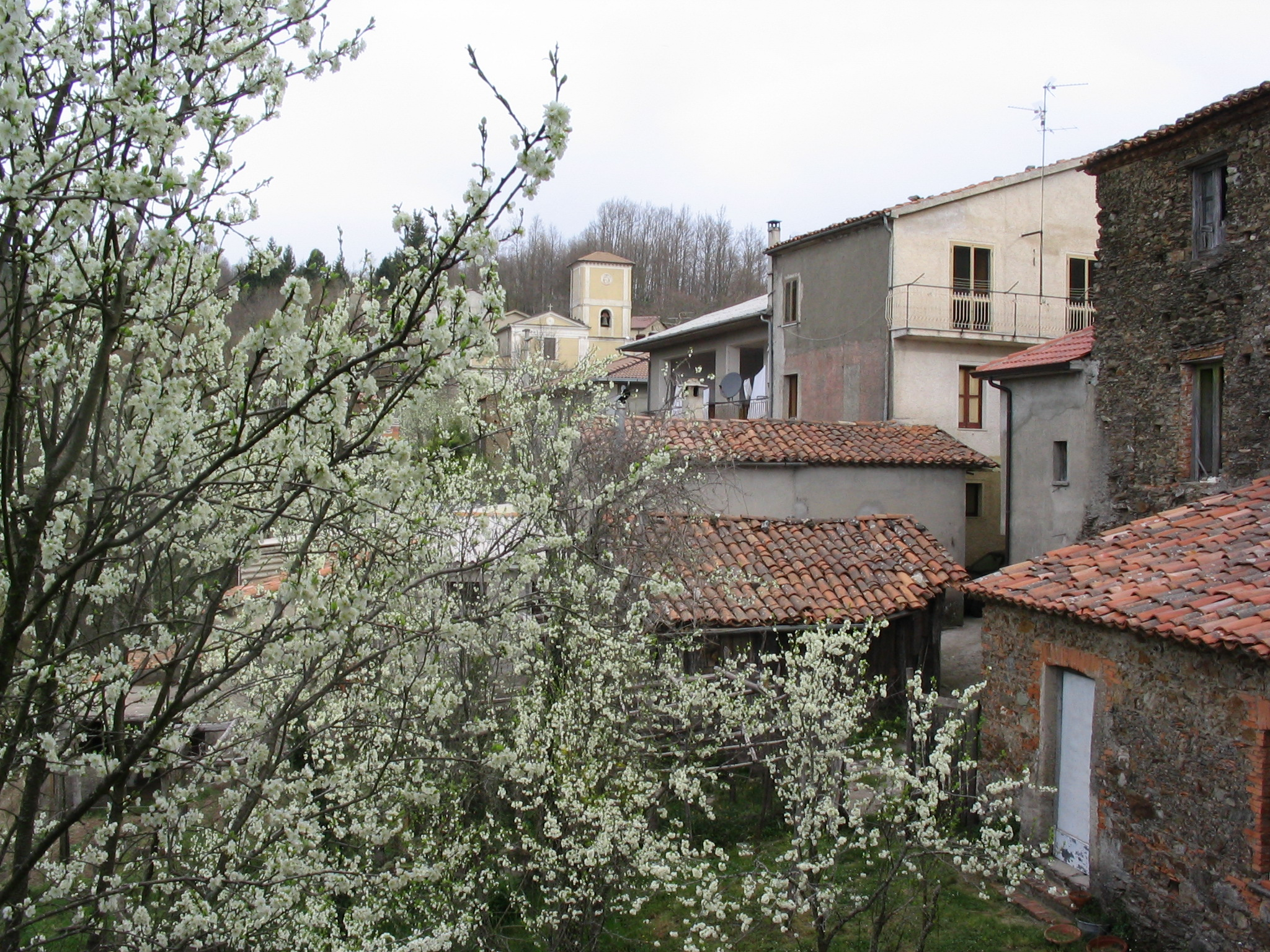
Adami in Primavera
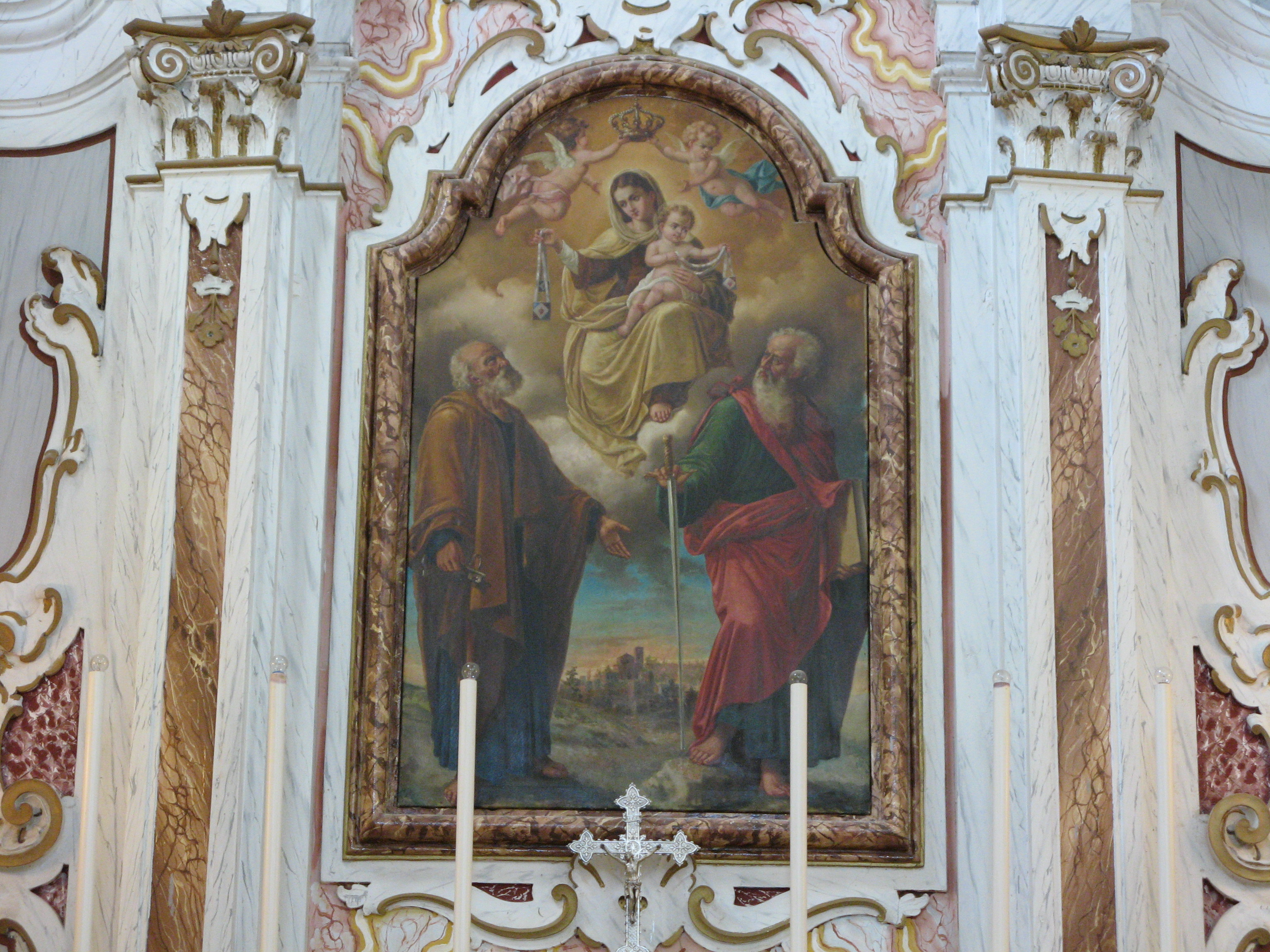
Pala dell'altare (sec. XVIII)
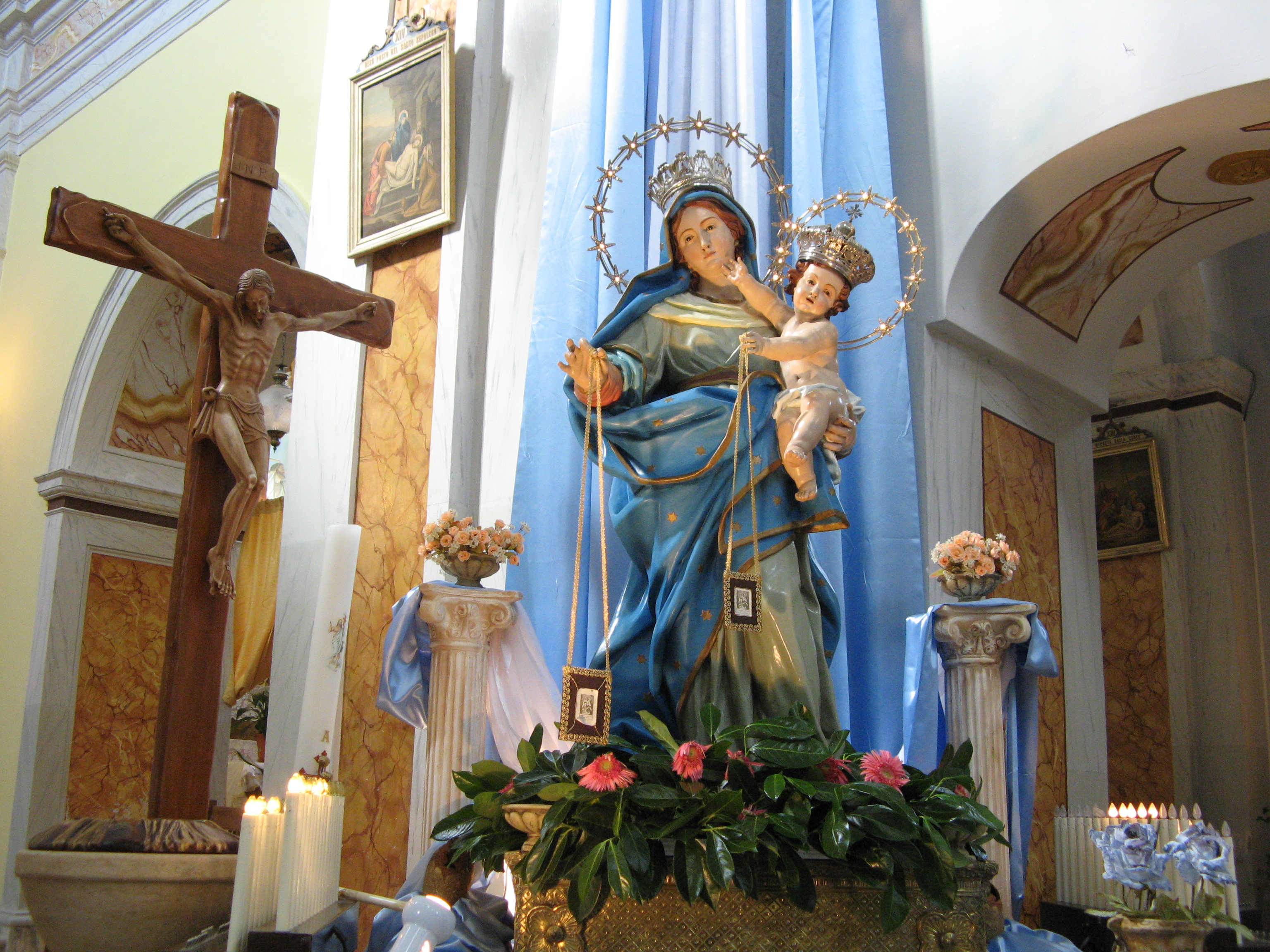
Statua della Beata Vergine del Carmelo (sec. XVII)
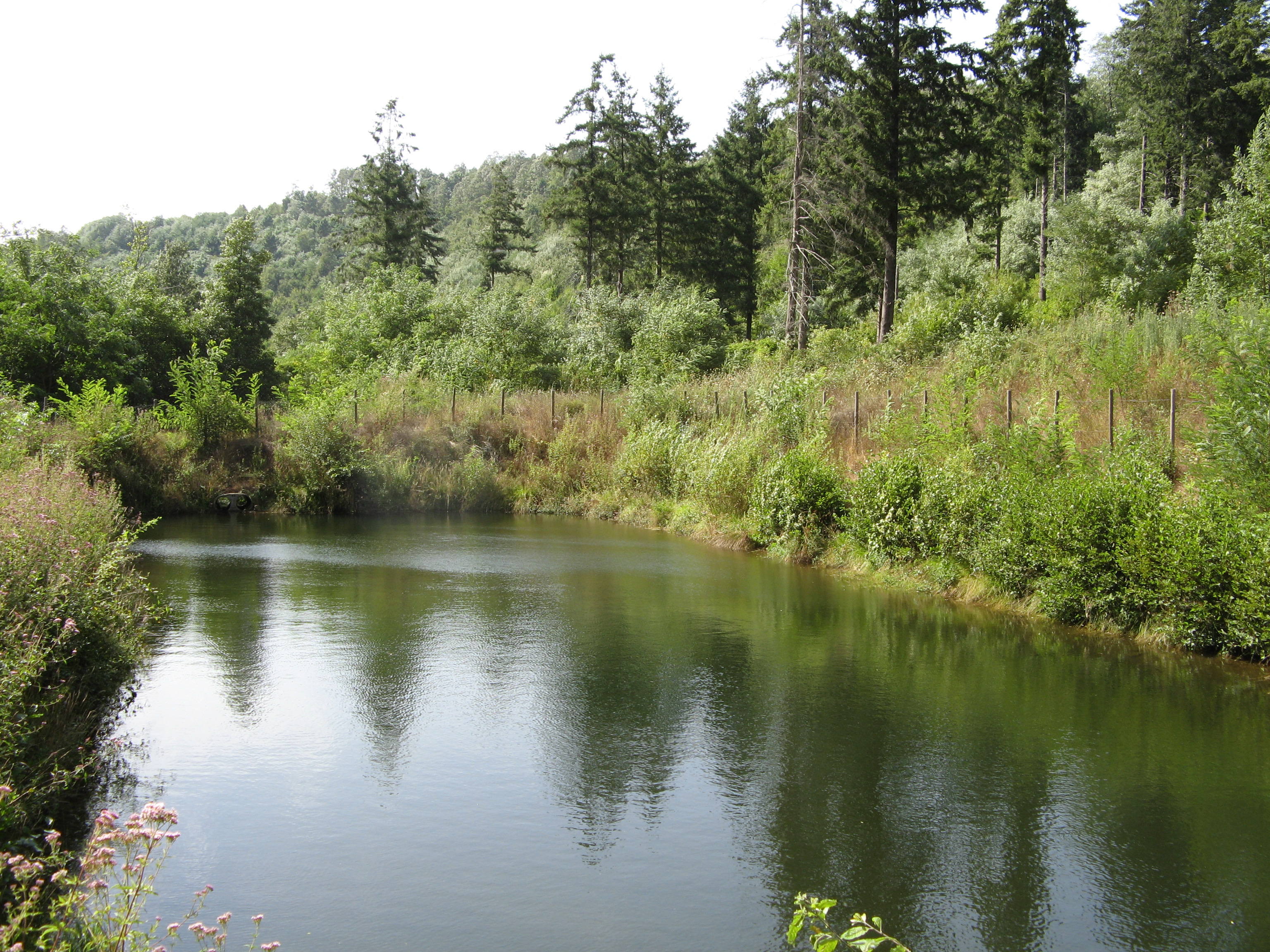
Stagno alla Ferrata